# L'Officiel des Spectacles
l'Officiel des Spectacles ger tryckta tips om evenemang i Paris.
Guiden, som kommer ut varje onsdag, innehåller tips om teater, film, konserter, utställningar, men även om de museer, slott, parker och andra utflyktsmål som finns i Paris med omgivningar. L'officiel des spectacles anses som mindre kommersiell än kollegan Pariscope.